# 29. kolovoza
29. kolovoza (29. 8.) 241. je dan godine po gregorijanskom kalendaru (242. u prijestupnoj godini).
Do kraja godine imaju još 124 dana.

## Događaji
- 1189. – Bosanski ban Kulin dao Dubrovačkoj Republici trgovačke povlastice.
- 1521. – Turci osvajaju današnji Beograd.
- 1526. – Turski sultan Sulejman II. pobijedio je na Mohačkom polju ugarsko-hrvatskog i češkog kralja Ludovika II. Jagelovića koji je poginuo. Hrvatske zemlje postaju prva linija obrane kršćanskog Zapada od islama ("predziđe kršćanstva")
- 1541. – Turci osvajaju Budim (današnja Budimpešta).
- 1615. – Grad Novi Vinodolski stradao je kada je posada grada Novoga išla u pomoć Uskocima za što su saznali Mlečani te napali slabo čuvan grad. Toga su dana Mlečani barbarski pobili starce, žene i djecu sve za slavu Venecije.
- 1944. – Započeo slovački narodni ustanak u kojem je 60.000 slovačkih trupa ustalo protiv nacista.
- 1945. – Sovjeti isprobali svoju prvu atomsku bombu.
- 1960. – Sastava The Ventures s pjesmom "Walk, Don't Run" dolazi na drugo mjesto američke top ljestvice.
- 1970. – Prvi let McDonnell Douglasovog DC-10, konkurenta Boeinga 747.
- 1990. – Ustavni sud RH poništio je prije točno dvadeset pet godina, odluke skupštine općine Knin, Donji Lapac, Gračac, Vojnić, Dvor, Glina, Obrovac i Benkovac o osnivanju „Zajednice općina sjeverne Dalmacije i Like”.[1]
- 1991. – HRT počeo s prikazivanjem programa „Za slobodu”.
- 1991. – Glasoviti govor hrvatskoga pjesnika Vlade Gotovca na velikom skupu ispred Komande Pete vojne oblasti.[2]
- 1995. – Pokrenuta je NATO-ova vojna operacija protiv bosanskih Srba.
- 2005. – Uragan Katrina pogodio je američku obalu Meksičkog zaljeva i gotovo potpuno poplavio grad New Orleans u saveznoj državi Louisiani. Poginulo je više od 1.000 osoba a 500.000 moralo je napustiti svoje domove.

| - 1434. – Janus Pannonius, hrvatski humanist, pjesnik i diplomat († 1472.) - 1632. – John Locke, engleski filozof empirist († 1704.) - 1755. – Jan Henryk Dąbrowski, poljski general († 1818. .) - 1780. – Jean Auguste Dominique Ingres, francuski slikar († 1867.) - 1906. – Ivan Krajačić, hrvatski političar († 1986.) - 1915. – Ingrid Bergman, švedska filmska i kazališna glumica († 1982.) - 1920. – Charlie Parker, američki jazz glazbenik († 1955.) - 1922. – Mate Relja, hrvatski redatelj i scenarist († 2006.) - 1923. – Richard Attenborough, britanski filmski umjetnik - 1936. – John McCain, američki političar i senator - 1958. – Michael Jackson, američki pop glazbenik († 2009.) - 1959. – Milivoj Bebić, hrvatski vaterpolist - 1960. – Predrag Vušović, hrvatski glumac († 2011.) - 1963. – Ivica Petanjak, hrvatski biskup - 1967. – Jiří Růžek, češki fotograf - 1969. – Lucero, meksička glumica, pjevačica i TV voditeljica - 1995. – Filip Krovinović, hrvatski nogometaš | - 886. – Bazilije I. Makedonac, bizantski car (* 812.) - 1300. – Guido Cavalcanti, talijanski pjesnik ljupkog novog stila (* oko 1255.) - 1523. – Ulrich von Hutten, njemački humanist i pjesnik (* 1488.) - 1799. – Pio VI., papa (* 1717.) - 1904. – Murat V., turski sultan (* 1840.) - 1967. – Charles Darrow, izumitelj Monopoly-a (* 1889.) - 1975. – Éamon de Valera, irski političar i državnik (* 1882.) - 1982. – Ingrid Bergman, švedska filmska i kazališna glumica (* 1919.) - 1990. – Zlatka Radica, hrvatska operna pjevačica (* 1904.) - 2004. – Ivan Lacković Croata, hrvatski istaknuti likovni umjetnik (* 1932.) - 2007. – Chaswe Nsofwa, zambijski nogometaš (* 1978.) - 2016. – Gene Wilder, američki glumac (* 1933.) |

## Blagdani i spomendani
- Dan grada Županje
- Dan mučeništva sv. Ivana Krstitelja

## Imendani
- Sabina, Verona